# Elings kyrka
Elings kyrka är en kyrkobyggnad som sedan 2018 tillhör Varabygdens församling (2002—2018 Vedums församling och tidigare Elings församling) i Skara stift. Den ligger i Vara kommun.

## Kyrkobyggnaden
Nuvarande kyrka uppfördes vid början av 1600-talet och ersatte en kyrka från medeltiden. Murar från medeltidskyrkan kan möjligen ingå i nuvarande kyrkobyggnad. Efter en tid av förfall genomfördes år 1762 en reparation med ombyggnad. Ett kyrktorn av trä tillkom 1783, men ersattes av nuvarande stentorn 1833. Nuvarande sakristia tillkom 1881 och samma år fick kyrktornet en lanternin av trä.
Kyrkan har en stomme av sten och består av långhus med tresidigt kor i öster. Norr om koret finns en femsidig sakristia. Vid långhusets västra kortsida finns kyrktornet med vapenhus och ingång.

## Inventarier
- Dopfunten är från 1200-talet.
- Ett gult antependium är från 1744.
- Nuvarande predikstol tillverkades 1889 efter ritningar av arkitekt Fredrik Lilljekvist och ersatte en altarpredikstol.
- Nuvarande altartavla, som tillkom 1962, är målad av konstnären Viking Lanje.

## Orgel
Nuvarande orgel, som tillkom 1973, är byggd av Smedmans Orgelbyggeri i Lidköping.
| Manual (C-g3)     | Pedal (C-f1)  | Koppel  |
| ----------------- | ------------- | ------- |
| Gedackt 8'        | Subbas 16'    | Man/Ped |
| Salicional 8'     | Kvintadena 4' |         |
| Principal 4'      |               |         |
| Rörflöjt 4'       |               |         |
| Svegel 2'         |               |         |
| Nasat 1 1/3'      |               |         |
| Oktava 1'         |               |         |
| Crescendosvällare |               |         |